# マイクロペット-i
マイクロペット-i(英語:Micropet-i)は元々のタイトルはマイクロペットで､ 2002年7月20日に日本のタカラトミー(元々はトミー)から発売されていた第1期､また､第2期が2009年7月4日から発売されたペットロボット。現在は売っていない。
「マイクロペット」､ 「マイクロペット-i」をローマ字で表記するとMicropet､Micropet-i。

## 概要
第1期
マイクロペット
体長50mm にも満たないミクロサイズでありながら、 呼びかけに応えて元気に動きまわる、とってもけなげで賢いペット。 賢さの秘密は、音の長さ(長 ・短)を認識する「音長認識機能」にある。飼い主の呼びかけは、「短+短」「短+長」「長+短」「長+長」の4種類に分けられて認識される。たとえば『ペル』という名前の「マイクロペット」に話しかける場合、「短+短」 で「ペル・ゴー」と言うと、チャカチャカ走り始める。「短+長」で「ペル・後にもどっ て」と言うと、グルグルする。「長+短」で「お散歩しよう・ペル」と言うと、お散歩を始め、同様に「長+長」で「ご機嫌・ダンシング」と言うと、機嫌良く歩き回る。  機嫌の良い時は、このようにけなげにかわいくなついてくるが、「ペル・ゴー」 と3 回連続走らせるとたちまちご機嫌ななめになり、文句を言って抗議する。その時は、「プンプン・バイバイ」と言って機嫌を直してあげる。そうすると機嫌良く歩き回ります。アクション以外の楽しい機能として、音長の組み合わせによる呼びかけのほかに、「1，2，3，4、ハイ!」と言うと歌を歌い始め、仲間が集まると反応しあって、 おしゃべりをはじめたり、歌ったりダンスをしたり、合唱をしたり、一匹だけでは見られないかわいい姿を見せてくれる。しばらく相手をしていないと甘えた声でよびかけて来るが、さらに相手をしないでいると文句を言い始め、さらに相手をしないといびきをかいて寝てしまう、オートパワーオフ機能付きのうれしい省エネ設計も魅力である。
第2期
マイクロペット-i
小さいながらも人工知能を搭載し、【１】「おあそび」、【２】「おさんぽ」、【３】「うた」、【４】「つうしん」と４つのモード（※）で楽しむことができる。本体や付近の床面をトントンと叩く回数で、モードが切り替わる。鳴いたり歌ったり、チョコチョコと走り回る仕草は、眺めるだけで心を癒し、前向きな気持ちにしてくれる。コンパクトサイズのため、机の上などちょっとした場所に置いておけるのがポイントである。仕事や勉強の合間の気分転換に、家に帰ってリラックスしたいようなときに､気軽に触れ合うことができる。

## 商品情報
ペットロボットの種類がある。
第1期
マイクロペット
クマ
白/茶
イヌ
白/黄/灰/青/緑
ネコ
灰/茶/白/橙/ピンク
第2期
マイクロペット-i
クマ
- ローズヒップ
- プリン
- オレオ

イヌ
- カスタード
- ホイップ
- ショコラ

ネコ
- ミルク
- モカ
- セサミ

## 漫画
マイクロペット-iは､ささむらもえるによる日本の漫画作品。
『別冊キャラぱふぇコミック』にも連載された。完結となったが､最終回までは描いていない。

## あらすじ
とってもにぎやかな5ひきがくりひろげるドタバタな毎日！今日はいったいどんなことがおきるのかな？

## 登場キャラクター
当初はカスタード・ミルク・ローズヒップ・ブルーベリー・イチゴロールの5人だったが、後にピッピハムが追加された。当初はキャラクターの首輪や口メイクなどの体型のデザインだったが､ピッピハムが追加された後にデザインが異なり､5人ともキャラクターの首輪や口メイクなどの体型がデザインが変更されている。キャラクター､性別､イメージカラーの太文字はメインカラー。
カスタード
性別 - 男
イメージカラー: 黄色・ 茶色
主人公。イヌの男の子。一人称は「ボク」で､語尾に「ワン」 と付けて喋る。意味はシュークリームが大好物で､大食いだが､大泣きすることもしばしば見られることもある。ピッピハムと仲が良い。サブタイトルの素材はシュークリーム。
ピッピハム
性別 - 男
イメージカラー: 赤茶色・ 白
ハムスターの男の子。一人称は「ボク」で､語尾に「ピピィ」と付けて喋る。 食べ物を頬袋に入れることもある。カスタードと仲が良い。サブタイトルの素材はひまわりの種。
ミルク
性別 - 男
イメージカラー:  白・ 薄水色・ 淡い花色
ネコの男の子。語尾に「ニャ」と付けて喋る。綺麗な物が好き。趣味はお掃除。サブタイトルの素材はヨーグルト。
ローズヒップ
性別 - 男
イメージカラー: ピンク色・ 淡い花色
クマの男の子。趣味は歌を歌うのが大好きだが､トラブルメーカーで水黙りで全員に賭けたこともしばしば。サブタイトルの素材は音符。
ブルーベリー
性別 - 女
イメージカラー: 水色・ 穏やかな青
リスの女の子。一人称は「あたし」。綺麗な物に目が無く､趣味はキラキラした物を宝石を集め。サブタイトルの素材は宝石。
イチゴロール
性別 - 女
イメージカラー: ベビーピンク色・ 桜色
ウサギの女の子。一人称は「私」。カスタードの事が好き。サブタイトルの素材はイチゴ。

## 連載リスト
| サブタイトル        | 数話  | 連載                          | 発売日        |
| ------------------- | ----- | ----------------------------- | ------------- |
| 「雨の歌♪」         | 第4話 | キャラぱふぇ2010年7-8月号     | 2010年6月1日  |
| 「乙女のユウウツ」  | 第4話 | キャラぱふぇ2010年7-8月号     | 2010年6月1日  |
| 「レインコート」    | 第4話 | キャラぱふぇ2010年7-8月号     | 2010年6月1日  |
| 「ピカピカに!」     | 第4話 | キャラぱふぇ2010年7-8月号     | 2010年6月1日  |
| 「なかよし♪」       | 第5話 | キャラぱふぇ2010年9-10月号    | 2010年7月31日 |
| 「シュークリーム♪」 | 第5話 | キャラぱふぇ2010年9-10月号    | 2010年7月31日 |
| 「パタパタ耳♪」     | 第5話 | キャラぱふぇ2010年9-10月号    | 2010年7月31日 |
| 「マーメイド♪」     | 第5話 | キャラぱふぇ2010年9-10月号    | 2010年7月31日 |
| 「玉入れ♪」         | 第6話 | 別冊キャラぱふぇコミックVoI２ | 2010年9月1日  |
| 「○○の秋♪」         | 第6話 | 別冊キャラぱふぇコミックVoI２ | 2010年9月1日  |
| 「びっクリ♪」       | 第6話 | 別冊キャラぱふぇコミックVoI２ | 2010年9月1日  |
| 「お月見かざり♪」   | 第6話 | 別冊キャラぱふぇコミックVoI２ | 2010年9月1日  |